# 요코야마 루리카
요코야마 루리카(일본어: 横山 ルリカ, 1991년 9월 27일 ~ )는 일본의 가수이다. 그룹 아이돌링의 멤버이다. 아이돌링에서 토노오카에리카와 함께 메인보컬을맡고있다 지금은 현재 솔로활동 과 병행하면서 하고있다.
일본 가나가와현 출신이다. 
취미는 파워스팟 탐방, 골프이고, 특기는 경마, 드럼, 수영, 댄스이다.